# Edward Frenkel
Edward Frenkel (em russo:  Эдуард Владимирович Френкель, Эдвард Френкель; Kolomna, 2 de maio de 1968) é um matemático estadunidense nascido na Rússia. Trabalha com teoria de representação, geometria algébrica e física matemática. É professor de matemática da Universidade da Califórnia em Berkeley e membro da Academia de Artes e Ciências dos Estados Unidos.

## Biografia
Filho de um judeu e mãe russa. Como estudante do ensino médio, ele estudou matemática superior em particular com Evgeny Evgenievich Petrov, embora seu interesse inicial fosse em física quântica e não em matemática. Ele não foi admitido na Universidade Estadual de Moscou por causa da discriminação contra os judeus e se matriculou no programa de matemática aplicada na Universidade Gubkin de Petróleo e Gás. Enquanto estudante, assistiu ao seminário de Israel Gelfand e trabalhou com Boris Feigin e Dmitry Fuchs. Após receber seu diploma em 1989, ele foi convidado pela primeira vez para a Harvard University como professor visitante e, um ano depois, ele se matriculou como aluno de pós-graduação em Harvard. Ele recebeu seu Ph.D. na Universidade de Harvard, em 1991, após um ano de estudo, sob a direção de Boris Feigin e Joseph Bernstein. Ele foi um membro junior da Harvard Society of Fellows de 1991 a 1994, e atuou como professor associado em Harvard de 1994 a 1997. Ele é professor de matemática na Universidade da Califórnia, em Berkeley, desde 1997.

## Publicações selecionadas
- E. Frenkel: Langlands Correspondence for Loop Groups, Cambridge Studies in Advanced Mathematics 103, Cambridge University Press 2007, ISBN 978-0-521-85443-6.
- E. Frenkel e D. Ben-Zvi: Vertex Algebras and Algebraic Curves, Mathematical Surveys and Monographs 88, Second Edition, American Mathematical Society 2004, ISBN 0-8218-3674-9.
- E. Frenkel, D. Gaitsgory and K. Vilonen: On the geometric Langlands conjecture 2000.
- E. Frenkel: Recent Advances in the Langlands Program 2003.
- E. Frenkel: Lectures on the Langlands Program and Conformal Field Theory Les Houches 2005.
- E. Frenkel e E. Witten: Geometric Endoscopy and Mirror Symmetry 2007.
- E. Frenkel: Gauge Theory and Langlands Duality Séminaire Bourbaki 2009.
- E. Frenkel, R. Langlands and B.C. Ngô: Formule des Traces et Fonctorialité: le Début d'un Programme 2010.
- E. Frenkel e B.C. Ngô: Geometrization of Trace Formulas 2010.
- E. Frenkel: "Love & Math, The Heart of Hidden Reality", Basic Books, 2013.